# Dymarka
Dymarka (ryska: Дымарка) är ett vattendrag i Belarus.   Det ligger i voblasten Homels voblast, i den centrala delen av landet, 240 km sydost om huvudstaden Minsk.
Trakten runt Dymarka består till största delen av jordbruksmark. Runt Dymarka är det ganska tätbefolkat, med 83 invånare per kvadratkilometer.